# Родионов, Виктор Алексеевич
Виктор Алексеевич Родионов (29 октября (10 ноября) 1821 — 24 октября (6 ноября) 1906) — русский военачальник, военный инженер, генерал-лейтенант, дворянин из Области Войска Донского. Командир Лейб-гвардии Атаманского полка и 2-й Донской казачьей дивизии.

## Биография
С 1838 по 1843 год обучался в Кондукторских классах при Главном инженерном училище, где учился вместе с будущим писателем Ф. М. Достоевским, который по его словам писал ему сочинения. С 1843 по 1845 год обучался на офицерских классах этого училища, после окончания которого получил специализацию военного инженера и был выпущен в чине подпоручика в корпус полевых инженеров. С 1852 по 1853 год находился в отставке и числился на гражданской службе.
С 1853 по 1856 год был участником Восточной войны. В 1860 году переведён в лейб-гвардию. С 1863 по 1864 год был участником Польской кампании. С 1866 по 1869 год являлся командиром Лейб-гвардии Атаманского полка. В 1866 году был пожалован во флигель-адъютанты. В 1870 году был произведён в генерал-майоры с назначением в Свиту Его Императорского Величества. С 1869 по 1875 год — командир льготных гвардейских дивизионов Донских казачьих полков. С 1875 по 1877 год — командир 2-й бригады отдельной Донской казачьей дивизии. В 1877 году был назначен командиром 2-й Донской казачьей дивизии, под его руководством с 1877 по 1878 год дивизия участвовала в Русско-турецкой войне. В 1881 году произведён в генерал-лейтенанты с назначением состоять по Донскому казачьему войску и запасным полкам.
Похоронен в Санкт-Петербурге на Никольском кладбище Александро-Невской лавры.

## Семья
- Жена Анна Карповна, урождённая Болталагина
  - Сын Алексей (1857—1919) — генерал от кавалерии[5]

## Послужной список
Инженерные войска:
- Кондуктор — (16.01.1838)
- Портупей-юнкер — (02.11.1841)
- Инженер-прапорщик — (08.08.1842)
- Подпоручик — (30.08.1844)
- Поручик — (03.04.1849)

Гражданская служба:
- Титулярный советник — (15.04.1852)

Кавалерия:
- Корнет — (19.11.1854)
- Поручик — (27.03.1855)
- Штабс-ротмистр — (12.04.1859)
- Ротмистр гвардии — (03.04.1860)
- Полковник гвардии — (19.02.1863)
- Флигель-адъютант Е.И.В. — (28.10.1866)
- Генерал-майор (с назнач. в Свиту Е.И.В.)— (30.08.1870)
- Генерал-лейтенант — (30.08.1881)

## Награды
- Был награждён всеми орденами Российской империи вплоть до ордена Белого орла.